# Luke Hall
Luke Thomas Michael Hall (ur. 16 kwietnia 1989) – suazyjski pływak, olimpijczyk.
Wziął udział w Letnich Igrzyskach Olimpijskich 2008. Wystartował na 50 m stylem dowolnym (zajął 60. miejsce). Cztery lata później w Londynie był 36. w tej samej konkurencji.